# Tolulope Arotile
Tolulope Arotile (Kaduna, 13 dicembre 1995 – Kaduna, 14 luglio 2020) è stata una militare nigeriana, prima donna elicotterista della Nigerian Air Force.

## Biografia
In appena due anni di carriera, Tolulope acquisì 460 ore di volo in elicottero, una prestazione eccezionale per un pilota da combattimento. È stata in azione contro il gruppo terrorista di Boko Haram.
Deceduta il 14 luglio 2020, a seguito di un incidente stradale, è stata sepolta con gli onori militari nel National Military Cemetery di Abuja. Il presidente della Nigeria Muhammadu Buhari espresse dolore per la perdita della giovane donna.
Molti sono i sospetti non sia morta in un banale incidente ma sia stata deliberatamente assassinata.